# Georg Jahn (Jurist)
Georg Jahn (* 28. März 1873 in Oelsnitz/Vogtl.; † 26. August 1934 in Radebeul) war ein deutscher Jurist und hoher sächsischer Staatsbeamter. Er war Ministerialrat und Vortragender Rat im sächsischen Justizministerium und mitverantwortlich für die in der Weimarer Republik durchgeführte Gemeindereform in Sachsen. Daneben war er stellvertretender Vorsitzender des Prüfungsamtes für den mittleren Verwaltungsdienst in Sachsen und Mitglied des Kompetenzgerichtshofes.

## Leben und Werk
Er stammt aus einer alten sächsischen Beamtenfamilie und war der Sohn des sächsischen Ministerialdirektors Bruno Viktor Jahn. Nach Schulbesuch studierte er Rechtswissenschaft und war als Referendar zunächst in Dippoldiswalde tätig. Kurze Zeit nach Ablegung der beiden juristischen Staatsprüfungen wechselte er vom Justiz- in den sächsischen Verwaltungsdienst über und wurde im Dezember 1902 Bezirksassessor bei der Amtshauptmannschaft Oelsnitz. Von dort kam er 1905 als Regierungsassessor zur Amtshauptmannschaft Meißen, wo er 1910 zum Regierungsrat ernannt wurde.
1913 erfolgte seine Versetzung an die Kreishauptmannschaft Zwickau, wo er nebenamtlich gleichzeitig Mitglied des Oberversicherungsamtes Zwickau war und 1917 zum Oberregierungsrat befördert wurde. 1921 erfolgte seine Berufung in das sächsische Ministerium des Innern, zunächst im Landeswohnungsamt tätig, arbeitete er dann besonders an der sächsischen Gemeindereform mit und übernahm 1928 als Ministerialrat das Referat über Allgemeine Verfassungs- und Haushaltplanangelegenheiten.
Seit 1932 war Jahn Mitglied, später stellvertretender Vorsitzender des sächsischen Prüfungsamtes für den mittleren Verwaltungsdienst und seit 1920 Mitglied des Kompetenzgerichtshofes.
Staatsminister Fritsch und Ministerialdirektor von Burgsdorff nahmen an seiner Beisetzung in Radebeul 1934 teil.